# Duša (priimek)
Duša je priimek v Sloveniji, ki ga je po podatkih Statističnega urada Republike Slovenije na dan 1. januarja 2010 uporabljalo 107 oseb in je med vsemi priimki po pogostosti uporabe uvrščen na 4.123. mesto.

## Znani nosilci priimka
- Ana Duša, pripovedovalka pravljic, performerka/gledališka pedagoginja, dramaturginja, prevajalka
- Irena Duša Draž (*1976), literarna prevajalka, gledališka ustvarjalka in publicistka
- Tomaž Duša Draž (*1966), tekstilni tehnolog, modni oblikovalec, kostumograf ...
- Zdravko Duša (*1950), urednik, scenarist in prevajalec